# Jean Starobinski
Pour les articles homonymes, voir Starobinski.
Jean Starobinski, né le 17 novembre 1920 à Genève et mort le 4 mars 2019 à Morges (canton de Vaud, Suisse), est un historien des idées, théoricien de la littérature et médecin psychiatre suisse.
Ayant suivi des études de lettres classiques et de psychiatrie à l'université de Genève, il fut titulaire à la fois d'un doctorat ès lettres (avec une thèse sur Jean-Jacques Rousseau) et d'un doctorat en médecine obtenu à l'université de Lausanne, avec une thèse portant sur l'histoire du traitement de la mélancolie.

## Biographie
Jean Starobinski est le fils d'Aron Starobinski et de son épouse Szajndla née Frydman, tous deux d'origine juive polonaise, venus à Genève en 1913 pour étudier la médecine - à cause du numerus clausus frappant alors les étudiants juifs à l'Université de Varsovie - et y étant restés à cause de la Première Guerre mondiale, puis s'y étant établis. Il ne se décida que tard à demander sa naturalisation suisse, qu'il obtient en 1948.
En 1957, paraît sa thèse de lettres « La Transparence et l’Obstacle » consacrée à Jean-Jacques Rousseau, avant qu'il ne s'intéresse aux autres auteurs des Lumières, dont plus particulièrement Diderot.
Il a enseigné la littérature française à l’université Johns-Hopkins, à l'université de Bâle, ainsi qu’à Genève, où il a aussi assuré des cours d’histoire des idées et d’histoire de la médecine. Ses livres, traduits en une douzaine de langues, ont enrichi les vues sur plusieurs grandes œuvres[Lesquelles ?]. Il a également consacré de nombreux travaux[Lesquels ?] à la création poétique contemporaine, ainsi qu’aux problèmes de l’interprétation et de l'herméneutique. Ses essais sur l’art et la littérature du XVIIIe siècle (en particulier Rousseau, Diderot, Voltaire et Montesquieu) sont devenus des classiques du genre et ont renouvelé la compréhension de ces auteurs. Son expérience de médecin et de psychiatre l'a amené à étudier l'histoire de la mélancolie (notamment dans Trois Fureurs, 1974).
Il est le premier, en 1964, à publier les recherches de Ferdinand de Saussure sur les anagrammes. Il participait également au comité de rédaction de la Nouvelle Revue de psychanalyse, aux côtés de Jean-Bertrand Pontalis.
Jean Starobinski fut membre de l’Académie des sciences morales et politiques (Institut de France), ainsi que de plusieurs académies françaises, européennes et américaines. Il fut docteur honoris causa de nombreuses universités en Europe et en Amérique.
En 2010, il confie sa bibliothèque personnelle, constituée de plus de 40 000 ouvrages, aux archives littéraires de la Bibliothèque nationale suisse.
Il meurt le 4 mars 2019 à Morges.

### Vie privée
En août 1954, Jean Starobinski se marie à une médecin ophtalmologiste, Jacqueline Sirman (morte en 2022), avec qui il a trois fils.

## Théorie littéraire
Jean Starobinski décrit sa méthodologie critique notamment dans un ouvrage intitulé La Relation critique. Il y explique vouloir s'attacher à coordonner à la fois les méthodes de la stylistique, de l'histoire des idées et de la psychanalyse. C'est ce qu'il nomme une « critique de la relation ». Cette approche éclectique est parfois qualifiée de « thématique » et se rattache comme les œuvres de Georges Poulet, Marcel Raymond ou Jean Rousset à l’École dite de Genève.
La singularité de l'approche de Starobinski réside dans sa volonté assumée d'investir une œuvre pour lui « rendre sens » en évitant le double écueil du « mimétisme » total et celui de la distance trop grande susceptible de diluer l’œuvre.
La pertinence et la pérennité de son œuvre et de son regard critique sur la médecine se révèlent lors de la crise sanitaire de la pandémie de Covid-19.

## Carrière
- 1946-1949 : assistant de littérature française à l’université de Genève
- 1949-1953 : interne à la Clinique thérapeutique des Hôpitaux universitaires de Genève
- 1953-1954 : Instructor au Departement of Romance Languages de la Johns Hopkins university (Baltimore)
- 1954-1956 : Assistant Professor au Departement of Romance Languages de la Johns Hopkins university (Baltimore)
- 1957-1958 : interne à l'hôpital psychiatrique de Cery (Prilly)
- 1958-1985 : professeur d’histoire des idées ad personam à l’université de Genève
- 1959-1961 : professeur suppléant de littérature française (université de Bâle)
- 1964-1967 : professeur extraordinaire de littérature française (université de Genève)
- 1967-1985 : professeur ordinaire de littérature française (université de Genève)
- 1966-1985 : chargé de l’enseignement de l’histoire de la médecine en faculté de médecine
- 1987-1988 : professeur invité au Collège de France
- 1992-1993 : suppléant dans la chaire de littérature française de l’École polytechnique fédérale de Zurich

### Sociétés et associations
- 1967-1993 : Société Jean-Jacques Rousseau à Genève - Président
- 1965-1996 : les Rencontres internationales de Genève - Président
- 1975 : Modern Humanities Research Association (en) - Président
- 1978-1980 : Membre du Jury du Prix européen de l'essai Charles Veillon
- 1983 : Société suisse d’histoire de la médecine (1983) - Vice-président
- 1983 : Conseil supérieur de la langue française à Paris - membre
- 1986 : Comité des prix de la Fondation Balzan, Milan-Zurich - membre
- 1994 : European Association for the History of Psychiatry (EAHP) - Président d'honneur

### Membre ou associé d'académies
- 1969 : Académie des Lyncéens
- 1974 : British Academy
- 1974 : Académie américaine des arts et des sciences
- 1974 : Società Universitaria degli Studi di Lingua e letteratura Francese à Rome
- 1978 : Modern Languages Association of America à New York
- 1980 : Accademia delle Scienze di Torino
- 1986 : Académie allemande pour la langue et la littérature
- 1987 : Académie des sciences morales et politiques, de l'Institut de France à Paris
- 1988 : Academia Europaea[9]
- 1990 : Académie internationale d'histoire de la médecine, Romance Languages Institute, Université de Londres
- 1993 : Society of Scholars de l'université Johns-Hopkins de Baltimore

### Doctoratshonoris causa
- Université de Lille (1973)
- Université de Bruxelles (1979)
- Université de Lausanne (1979)
- Université de Chicago (1986)
- Université Columbia, New York (1987)
- Université de Montréal (1988)
- Université de Neuchâtel (1989)
- Université de Nantes (1992)[10]
- Université Johns-Hopkins (1993)
- Université de Turin (1994)
- Université d'Oslo (1994)
- Université Babeş-Bolyai de Cluj (1995)
- Université d'Urbino (1995)
- École polytechnique fédérale de Zurich (1998)
- Université de Naples - L'Orientale (2008)

## Œuvre

### Ouvrages
- (choix de textes et présentation) Stendhal, coll. « Le Cri de la France », série 1, no 4, Fribourg, LUF, 1943
- (traduction et présentation) Franz Kafka : La Colonie pénitentiaire, nouvelles suivies d'un Journal intime, Fribourg, LUF, 1945
- (avec Paul Alexandre et Marc Eigeldinger) Pierre Jean Jouve : poète et romancier, Neuchâtel, À la Baconnière, 1946
- Montesquieu, coll. « Microcosme » « Écrivains de toujours », Paris, Le Seuil, 1953 ; édition corrigée et augmentée, 1994
- Jean-Jacques Rousseau : La Transparence et l’Obstacle, Paris, Plon, 1957 ; rééd. Collection Bibliothèque des Idées, Gallimard, 1971  (ISBN 9782070277988) ; rééd. Collection Tel, Gallimard, 1976  (ISBN 2070294730)
- Histoire du traitement de la mélancolie : Des origines à 1900, Bâle, Thèse, Acta psychosomatica, 1960 (présentation en ligne)
- Montaigne en mouvement, Paris, N.R.F, février 1960  (ISBN 9782070275953) ; Paris, Gallimard, 1982
- L’Œil vivant : Corneille, Racine, La Bruyère, Rousseau, Stendhal, Paris, Gallimard, 1961  (ISBN 2070754588)
- Histoire de la médecine, en collaboration avec Nicolas Bouvier éd. Rencontre et ENI, 1963; rééd. : 2020, avec une introduction de Vincent Barras, éd. Héros-Limite,  (ISBN 2889550419).
- L’Invention de la Liberté, Genève, Skira, 1964
- « Hamlet et Freud », introduction à Ernest Jones, Hamlet et Œdipe, Paris, Gallimard, 1967 ; rééd. coll. « Tel »  (ISBN 2-07-020651-3)
- La Relation critique, Paris, Gallimard, 1970 ; rééd. coll. « Tel », 2000  (ISBN 2-07-076129-0)
- Portrait de l’artiste en saltimbanque, Genève, Skira, 1970 ; nouvelle édition revue et corrigée, Paris, Gallimard, coll. « Art et artistes », 2004
- Les Mots sous les mots : les anagrammes de Ferdinand de Saussure, Paris, Gallimard, 1971
- 1789 : Les Emblèmes de la Raison, Paris, Flammarion, 1973
- Trois Fureurs, Paris, Gallimard, 1974
- « La Conscience du corps », dans Revue française de psychanalyse, 1981, no 45/2
- « Recettes éprouvées pour chasser la mélancolie », in Nouvelle Revue de psychanalyse, no 32, 1985  (ISBN 207070520X)
- (édition critique et présentation) Pierre Jean Jouve, Œuvre I et Œuvre II, Paris, Mercure de France, 1987
- Claude Garache, Paris, Flammarion, 1988
- Table d’orientation, Lausanne, L’Âge d’homme, 1989
- Le Remède dans le mal. Critique et légitimation de l’artifice à l’âge des Lumières, Paris, Gallimard, 1989  (ISBN 2070715140)
- La Mélancolie au miroir. Trois lectures de Baudelaire, Paris, Julliard, 1990
- Diderot dans l’espace des peintres, Paris, Réunion des musées nationaux, 1991
- Largesse, Paris, Réunion des musées nationaux, 1994
- La Caresse et le fouet, André Chénier, avec des eaux-fortes de Claude Garache, Genève, Editart, D. Blanco, 1999
- La Poésie et la guerre, chroniques 1942-1944, Genève, Zoé, 1999
- Action et réaction. Vie et aventures d’un couple, Paris, Seuil, 1999
- Les Enchanteresses, Paris, Seuil, 2005  (ISBN 2020519798)
- Largesse, Paris, Gallimard, 2007
- La parole est moitié à celuy qui parle… : entretiens avec Gérard Macé, Genève, La Dogana, 2009
- « Questions sur un ramage », dans L’Amuse-Bouche : La revue française de Yale. The French Language Journal at Yale University, 1(1), pp. 92-95, 2010.
- L'Encre de la mélancolie, Paris, Éditions du Seuil, coll. « La Librairie du XXIe siècle », 2012, 672 p. (ISBN 978-2-02-108351-4 et 2-02-108351-9)
- Accuser et séduire, Paris, Gallimard, 2012  (ISBN 2070137759)
- Diderot, un diable de ramage, Paris, Gallimard, 2012
- La Beauté du monde – La littérature et les arts, édition établie sous la direction de Martin Rueff, Paris, Gallimard, 2016.
- Le Corps et ses raisons, 2020, éd. Le Seuil, coll.Librairie du XXIe siècle,  (ISBN 2021238407).

### Articles
- Avec Pascal Griener et Stéphanie Cudré-Mauroux, « Jean Starobinski et les arts : une relation critique », Perspective, 2 | 2006, 158-166 [mis en ligne le 31 mars 2018, consulté le 07 février 2022. URL : http://journals.openedition.org/perspective/344 ; DOI : https://doi.org/10.4000/perspective.344 ].
- Jean Starobinski, Médecine et Anti-médecine, Cahiers de la Faculté de Médecine, no 13, Université de Genève, 1986.

## Récompenses
- Prix de la Tribune de Paris (1954)
- Prix Femina-Vacaresco (1958)
- Prix Schiller (1961)
- Prix Rambert de la Société Zofingue à Lausanne (1965)
- Prix de la Recherche littéraire, Paris (1971)
- Grand prix de littérature française hors de France (Académie royale de Belgique 1972)
- Prix Pierre de Régnier de l’Académie française (1973)
- Prix du Rayonnement de la langue française de l’Académie française (1979)
- Prix quadriennal de la ville de Genève (1979)/[11]
- Prix européen de l'essai Charles Veillon, Lausanne (1983)
- Prix Jean-Reynaud de l'Institut, décerné par l'Académie des sciences morales et politiques (1983)
- Prix Balzan, Berne-Rome (1984)
- Prix Littéraire de la Fondation Prince Pierre de Monaco (1988)[12]
- Premio Randazzo, Catane (1991)
- Goethe-Preis, attribué par la Fondation FVS, Hambourg (1993)
- Prix de la Fondation Egner, Zurich (1994)
- Premio Grinzane Cavour (1998)
- Grand prix national de l’Écrit, Paris (1998)
- Premio Nuova Antologia, Lugano (1998)
- Grand Prix de la Francophonie, Paris (1998)
- Karl Jaspers-Preis, Heidelberg (1999)
- Médaille d'or du Círculo de Bellas Artes (2009, Espagne)[13]
- Prix de la Fondation pour Genève (2010)

## Fonds d'Archives
Fonds : Jean Starobinski [550 boîtes d'archives]. Collection : Archives littéraires suisses; Cote : ALS-JS. Berne : Bibliothèque nationale suisse (présentation en ligne). 

Stéphanie Cudré-Mauroux, Bérengère Baucher, Laetitia Dumoulin, Denis Bussard, Simon Willemin et Vincent Yersin, « Fonds Jean Starobinski: Inventaire », sur ead.nb.admin.ch, Archives littéraires suisses (consulté le 22 mai 2023)